# Culmstock
Culmstock is een civil parish in het district Mid Devon, in het Engelse graafschap Devon. In 2001 telde Culmstock 851 inwoners.

## Geografie
De plaats Culmstock ligt in het oosten van Devon in de Blackdown Hills aan weerszijden van de Culm in de Culm vallei. De beide delen van de plaats worden verbonden door een oude stenen brug. Stroomopwaarts van de Culm, ongeveer 4 km ten oosten van Culmstock, ligt Hemyock; stroomafwaarts ligt op circa 4,5 km Uffculme. Grotere plaatsen in de buurt zijn Tiverton en Cullompton ten westen van Culmstock, Taunton in Somerset in het noordoosten en Honiton ten zuiden.

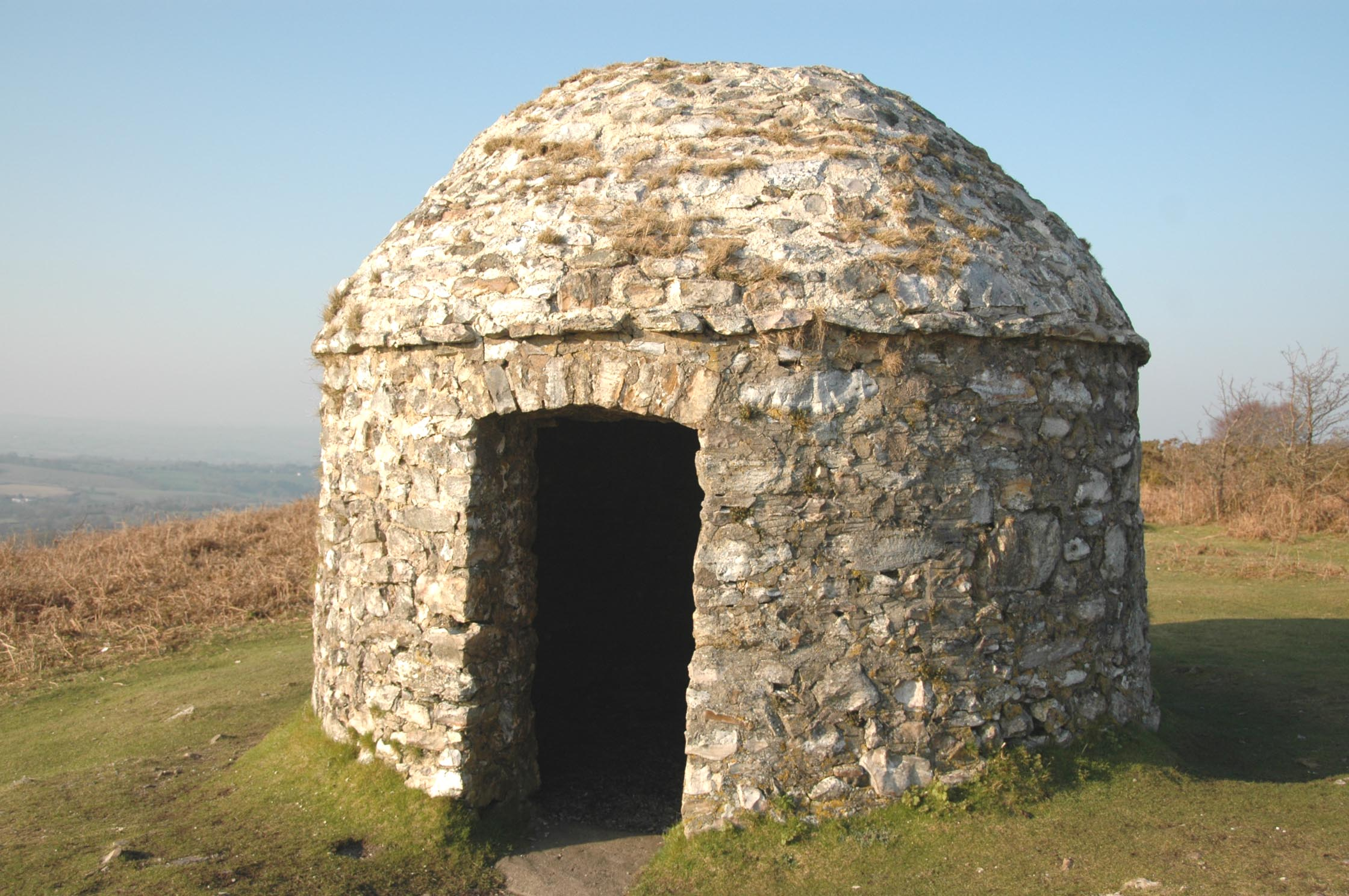
Stenen signaalpost uit 1588 op de Culmstock Beacon
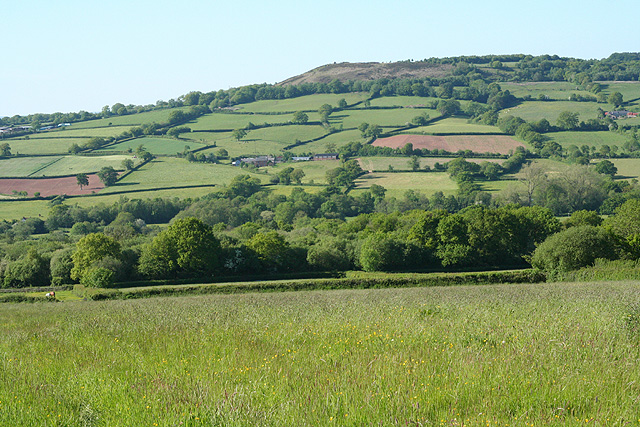
Culmstock Beacon